# Kirkjutungufjall
Kirkjutungufjall är ett berg i republiken Island. Det ligger i regionen Västfjordarna, 180 km norr om huvudstaden Reykjavík. Toppen på Kirkjutungufjall är 465 meter över havet.
Trakten runt Kirkjutungufjall är nära nog obefolkad, med mindre än två invånare per kvadratkilometer. Närmaste större samhälle är Hólmavík, omkring 15 kilometer sydost om Kirkjutungufjall. Trakten runt Kirkjutungufjall består i huvudsak av gräsmarker.